# 孙宇晨
孙宇晨（1990年7月30日—），出生于青海省西宁市，籍华人企业家，加密货币公司波场（Tron）创始人，火币（HTX）全球顾问，曾任格林纳达驻世界贸易组织大使（2021年12月-2022年6月）。

## 履历
2007年，孙宇晨获得了第九届新概念作文大赛一等奖，随后进入北京大学中文系就读，后转到历史系，以第一名的成绩从历史系毕业。大学期间他还代表北大赴荷兰海牙参加了模拟联合国。
硕士毕业于宾夕法尼亚大学东亚研究系。2014年在创办锐波公司并担任CEO，是区块链技术在中国的早期推广者之一。
2015年4月，孙宇晨第二次登上CCTV《对话》栏目。2015年7月，在鲁豫有约接受访谈。
2016年任政协第十四届广州市番禺区委员。
2017年9月，创立波场。2018年1月，波场的市场价值飙升至100亿美元，进入全球加密货币市值的前十名。到了8月10日，孙宇晨成功收购了BlockChain.Org域名。
2019年，投资数字货币交易所Poloniex，并在TRC20-USDT稳定币，去中心化金融等领域开展合作。
2019年12月，孫宇晨新浪微博賬號被關停，数次更名后恢复。
2020年7月16日，公开悬赏100万美元缉拿策划Twitter比特币骗局的黑客。
2021年4月，孙宇晨在伦敦佳士得以2000万美元分别拍下毕加索的《戴项链的躺卧裸女》，以200万美元的价格拍下安迪·沃霍尔的《三幅自画像》。
2021年12月，孙宇晨被任命为格林纳达常驻世界贸易组织 (WTO) 代表、特命全权大使，次年卸任。
2022年10月10日，成为火币HTX全球顾问。
2023年10月7日，孙宇晨收藏的《鼻子》在巴黎阿尔贝托·贾科梅蒂特展亮相。
2024年，其620万美元买下意大利艺术家毛里齐奥·卡特兰的作品《喜剧演员》，即胶带粘香蕉，吃下后称“比别的香蕉好吃多了，确实不错”，苏富比拍卖行认可其完成了支付。
2025年1月，孙宇晨向特朗普家族支持的加密货币项目World Liberty Financial投资3000万美元，同时被任命为顾问 。

## 慈善
孫宇晨在2017年向阿里巴巴創始人马云等創辦的湖畔大学捐贈150萬美元，用於建設公立校舍。
2019年2月，孫透過幣安基金會向漸凍人症協會(ALS Association)捐贈了25萬美元，用以獎勵那些因爲肌萎缩性脊髓侧索硬化症無法發聲卻熱愛生活的人士。
2019年2月，孙宇晨在新浪微博向在赵宇过失致人重伤案中可能面臨大额经济赔偿的趙宇表示支持，並向赵捐出10万元，称希望鼓励见义勇为，增加社会信心。孫同時公布了一個總額1000萬元的支持計劃，但是隨後引發“捆綁營銷”的爭議。
2019年6月，透過拍賣與巴菲特的午餐，孫宇晨向格莱德基金会捐贈4,567,888美元用於對城市中無家可歸人士的救助。雖然與巴菲特的午餐已經推遲，但是格莱德基金会確認捐赠已经完成。
2023年12月，被 The Giving Block 评选为“年度加密慈善人物”，曾向格蕾塔·通贝里捐赠100万美元以支持气候倡议，并助力 APENFT 基金会推进 1 亿美元“艺术梦想基金”。
2024年3月宣布将 HTX 上 Slerf 交易所全部收益捐赠给私募参与者，并用于社区发展。

## 争议

### 巴菲特午餐风波
2019年6月4日凌晨3点48分，孙宇晨在各大社交平台宣布，以破纪录的456.8万美元（约人民币3154万元）成功拍下巴菲特20周年慈善午宴。 
2019年7月23日，孙宇晨突然宣佈因患上突發腎結石而需取消與巴菲特的午宴。
最終於2020年1月23日，孫宇晨在推特上發布照片，他和一批加密貨幣項目的同伴在美國奧馬哈一个私人乡村俱乐部與巴菲特共進晚餐，晚餐持續逾3小時，交流了比特币、特斯拉等话题。晚餐費用由巴菲特支付，大約花費515.05美元。孫宇晨在席間贈送給巴菲特一個帶有加密貨幣的手機，並稱巴菲特已經擁有加密貨幣。

### 2023年美国证券交易委员会的诉讼
2023年3月22日，美国证券交易委员会（SEC）控告孙宇晨及其公司在未注册的情况下买卖TRX和BTT，欺诈并操纵市场。
2025年2月，SEC考虑暂停这项诉讼，以平复公众影响。

## 作品

### 书籍
- 《这世界既残酷也温柔》，2017[26]
- 《区块链与数字新世界》，2023[27]

### 短剧
- 2024年11月，出演周鸿祎等人主演的短剧《重燃人生之隐世黑客惊艳全球》。

## 个人荣誉
2011年《亚洲周刊》封面人物，2014年达沃斯论坛全球杰出青年。2017年入选福布斯中国30岁以下精英榜， 2018年上榜中国90后作家排行榜。
2023年12月，被 The Giving Block 评选为“年度加密慈善人物”。
2025年3月登上《福布斯》封面。